# Max Wien
Max Karl Werner Wien (Königsberg, 25 de dezembro de 1866 — Jena, 24 de fevereiro de 1938) foi um físico alemão e diretor do Instituto de Física da Universidade de Jena.
Max Wien estudou física, como seu primo Wilhelm Wien, com quem esteve sempre em contato próximo. Começou a estudar em 1884 na Universidade de Königsberg, estudou depois seis meses na Universidade de Freiburg e foi em 1885 para a Universidade de Berlim. Obteve um doutorado em 1888, orientado por Hermann von Helmholtz e August Kundt, com a tese Über die Messung der Tonstärke.
Wien inventou o "Löschfunkensender" (gerador de oscilações magnéticas enfraquecidas, usado, por exemplo, no RMS Titanic) durante os anos 1906 a 1909, e a Ponte de Wien em 1891. Naquela época, Wien não tinha meios de desenvolver ganho eletrônico, de modo que um oscilador funcional não podia ser obtido (William Hewlett, co-fundador de Hewlett-Packard, obteve sucesso em 1939).
Erwin Schrödinger, assistente de Max Wien em 1920, descreveu o físico na sua autobiografia "Mein Leben, Meine Weltansicht" como "moderadamente antissemita".
Max Wien foi primo de Wilhelm Wien, galardoado com o prémio nobel de Física em 1911.